# フローシャイム

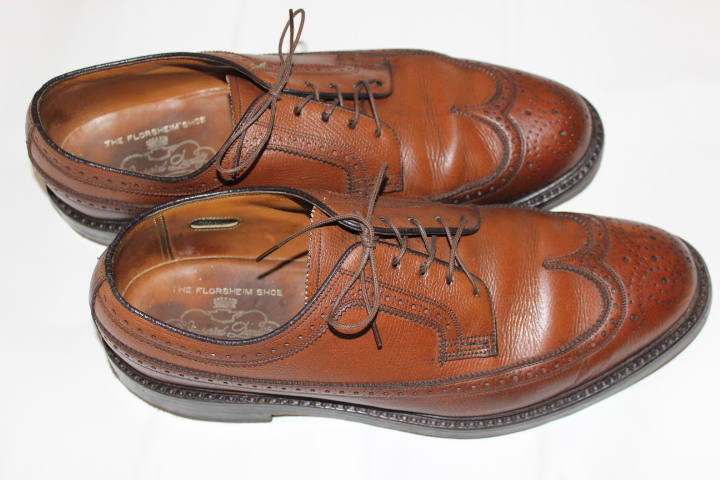
フローシャイム・インペリアル・ケンムーア（Imperial Kenmoor）.1970年代製

フローシャイム（英:Florsheim）は、1892年にミルトン・フローシャイム（Milton S.Florsheim）によってイリノイ州シカゴに設立されたアメリカを代表する革靴ブランド。父親のジグムントは19世紀中頃に南北戦争によりシカゴで、重いブーツの手工業によってビジネスを軌道にのせていた。息子のミルトンは、一般消費者向けビジネスに着手し、シューズビジネスを繁栄させていた。。
現在の本社は、アメリカ合衆国ウィスコンシン州グレンデールに拠点を置く。主にオックスフォード、ブローグシューズ、ブリュッヒャー、ローファー、などの手作りのメンズドレスシューズとレザーブーツを展開している。
創業当初、最初の小売店がまもなくオープンし、靴が人気を集めるにつれ、サタデー・イブニング・ポストやコスモポリタンなどの雑誌に掲載されている（同社HPより）。
20世紀の最初の3分の1の期間で、積極的な工場建設により年間数100万ドルのビジネスを産んだ。。

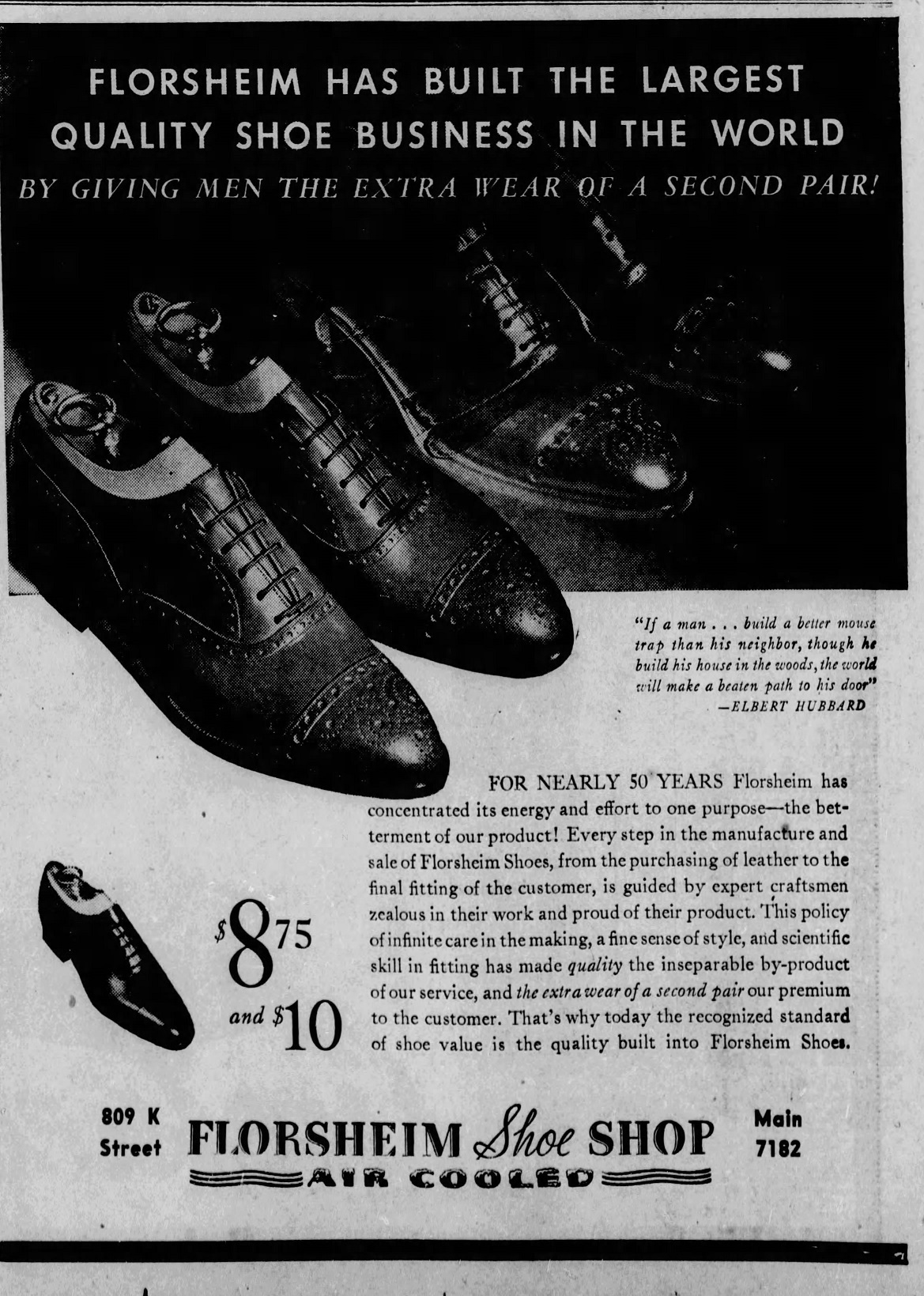
1936年9月17日『The Sacramento_Bee』のフローシャイムの広告。「フローシャイムは世界最高クオリティのシューズビジネスを作った」と書かれている

1953年、世界最大の靴メーカーであるInternational Shoe Company（Interco）は、Florsheimを2100万ドルで買収した。この年には、ウィングチップスタイルのひとつであるロングウィング（アメリカンブローグとも）とよばれるモデルが登場。3年後、Florsheimは部門となり、独立した組織として運営された。やがて1960年には代表的なモデルでロングウィングスタイルのインペリアル・ケンムーア（Imperial Kenmoor）が発売された。1966年までに、フローシャイムの靴は4秒ごとに1足販売されたとされる。
1980年以降アメリカの革靴メーカーは経営不振に陥り、1991年にIntercoは破産を宣言したが、1994年に靴事業を終了するまでFlorsheimを維持した。その後Florsheimは別の会社になり、1996年にその名前をFlorsheimShoeGroupに変更した。
2002年5月、Weycoグループが同社を購入し、フローシャイムの商標は創業時のFlorsheim＆Coに戻る。同社の上級役員は第5世代のトーマス（Thomas W. Florsheim, Jr）とジョン（John W. Florsheim） であり、ミルトンが始めた家族の伝統を引き継いでいる（同社HPより）。